# Proprioseiopsis basis
Proprioseiopsis basis är en spindeldjursart som beskrevs av Wolfgang Karg 1994. Proprioseiopsis basis ingår i släktet Proprioseiopsis och familjen Phytoseiidae. Inga underarter finns listade i Catalogue of Life.